# 芳香烃受体
芳香烃受体（英語：Aryl hydrocarbon receptor，或称为芳烃受体或芳基烃受体，简称为AhR或AHR）是一种在人类中由 AHR 基因编码的蛋白质。芳香烃受体是调节基因表达的转录因子。 它最初被认为主要作为异生化学物质的传感器发挥作用，同时也作为代谢这些化学物质的细胞色素P450等酶的调节剂。 这些异生化学物质中最引人注目的是芳香族（芳基）烃，受体的名字也来源于此。
最近，已经发现AhR被许多内源性吲哚衍生物如犬尿氨酸激活（或失活）。 除了调节代谢酶外，AhR 还具有调节免疫、干细胞维持、和细胞分化的作用。
芳香烃受体是碱性螺旋-环-螺旋转录因子家族中的一个成员。此受体的生理学配体未知，但它会结合多种外源性配体，例如天然植物黄酮类化合物、多酚类与吲哚类等，以及人造合成的多环芳烃以及二噁英样物质化合物。AhR是一种通常情况下无活性而与一些共分子伴侣胞质溶胶结合的转录因子。一旦配体结合到例如2,3,7,8-四氯二苯二氧芑（TCDD）等化学物质上时，分子伴侣离解并导致AhR转移到细胞核中并与ARNT（芳香烃受体核转运体）二聚化，致使基因转录产生改变。

## 蛋白质功能域

芳香烃受体(AhR)蛋白质功能域

芳香烃受体(AhR)蛋白包含几个对功能至关重要的结构域，被归类为碱性螺旋-环-螺旋/PAS结构域 (bHLH/PAS) 转录因子家族的成员。bHLH基序位于蛋白质的N端，是多种转录因子中的一个共同实体。bHLH 超家族的成员有两个功能独特且高度保守的结构域。 第一个是碱性区 (b)，它参与转录因子与 DNA 的结合。 第二个是螺旋-环-螺旋 (HLH) 区域，它促进蛋白质-蛋白质相互作用。

## 配体
芳香烃受体(AhR)配体通常分为两类，合成的或天然存在的。 第一个被发现的配体是合成的，包括卤代芳烃（多氯双苯并对二𫫇英、Polychlorinated dibenzofurans、和联苯）和多環芳香烴（3-methylcholanthrene、苯并[a]芘、并四苯和β-萘黄酮）。 一系列合成配体已被设计用于靶向未来可能的乳腺癌治疗。
研究集中在天然存在的化合物上，希望能识别出内源性配体。